# Tacuba, Puebla
Tacuba är en ort i Mexiko.   Den ligger i kommunen Hueytamalco och delstaten Puebla, i den sydöstra delen av landet, 200 km öster om huvudstaden Mexico City. Tacuba ligger 540 meter över havet och antalet invånare är 149.
Terrängen runt Tacuba är kuperad söderut, men norrut är den platt. Runt Tacuba är det ganska tätbefolkat, med 248 invånare per kvadratkilometer. Närmaste större samhälle är Teziutlan, 19,3 km söder om Tacuba. I omgivningarna runt Tacuba växer huvudsakligen savannskog.